# 1564
Cette page concerne l'année 1564  du calendrier julien. Pour l'année 1564 av. J.-C., voir 1564 av. J.-C.
L'année 1564 est une année bissextile qui commence un samedi.

## Événements
- Tremblement de terre en Haïti

- Février[1] : prise de Ayutthaya, capitale du Siam par les Birmans ; la ville est pillée la famille royale est prise en otage[2].
- 11 mars, Empire moghol : Akbar supprime la jizya, l'impôt religieux sur les non-musulmans[3].
- 22 avril : départ du Havre de la deuxième expédition française en Floride sous la conduite de René de Goulaine de Laudonnière (fin en 1565)[4].
- 27 mai: mort de Jean Calvin grand réformateur du XVIe siècle et qui est à la base du calvinisme.
- 30 juin : fondation de Fort Caroline[5].
- 6 septembre : une flotte italo-espagnole dirigée par le duc d'Albe reprend le Penon de Velez, petite île d'Afrique du Nord[6].
- 10 septembre, Japon : cinquième bataille de Kawanakajima[7].
- 21 novembre : début de l'expédition de Miguel López de Legazpi du Mexique vers les Philippines[8]. Il atteint Leyte le 13 février 1565. Les galions espagnols traversent régulièrement le Pacifique d’Acapulco à Manille, fondée le 24 juin 1571[9] (Galion de Manille).

## Europe
- 26 janvier : bulle Benedictus Deus. Confirmation des décrets tridentins. En juillet, une bulle indique qu’ils seront obligatoires dans toute la catholicité[10].

- 13 mars : Hoorne, Egmont et Guillaume le Taciturne provoquent le renvoi de Granvelle des Pays-Bas espagnols, à la demande des chevaliers de la Toison d'or[11]. Les troupes espagnoles quittent le pays et Philippe II d'Espagne renonce à une expédition militaire en France à partir des Pays-Bas.
- 24 mars : bulle Dominici gregis. Le pape, en accord avec les pères conciliaires, publie l’Index de Trente (ouvrages interdits aux catholiques)[12].

- 11 avril : traité de Troyes entre la France et l'Angleterre, qui renonce à Calais[13].
- 16 avril : le pape envoie aux évêques d’Allemagne des brefs autorisant la communion sous les deux espèces, mais refuse de transiger sur le mariage des prêtres[14]. Ferdinand Ier croit atteindre son but d’une voie médiane dans les affaires religieuses. Son fils Maximilien continue dans cette voie.
- 30 avril : exil du prince russe André Kourbski en Lituanie[15]. Il prend du service auprès du roi de Pologne.

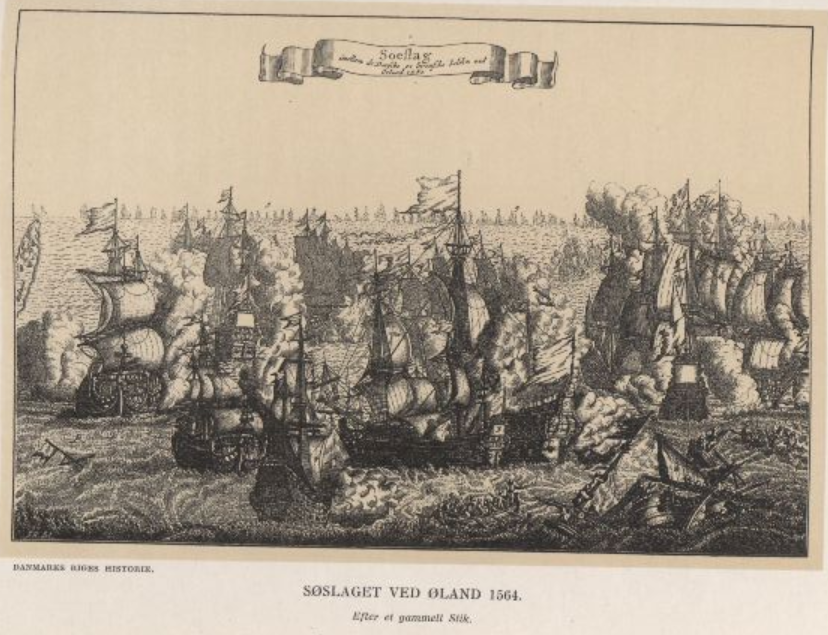
30-31 mai : première bataille navale d’Öland.

- 30-31 mai : première bataille navale d’Öland. Les flottes danoise et lübeckoise battent la flotte suédoise pendant la guerre nordique de Sept Ans[16].

- 2 juin : Théodore de Bèze anime l’Église de Genève à la mort de Calvin (fin en 1580)[17].
- 4 juin : la Diète transylvaine réunie à Torda reconnaît l’égalité des droits entre les religions catholique, luthérienne (la « religion allemande ») et calviniste (la « religion hongroise »)[18].
- 11 juin : François de Médicis devient régent de Toscane[19].
- 12 juin : Sampiero Corso débarque en Corse avec l'aide de Catherine de Médicis[20].

- 12 juillet : Philippe II d'Espagne reconnaît les décisions du concile de Trente[21].
- 25 juillet : mort de Ferdinand Ier de Habsbourg. Début du règne de Maximilien II, empereur romain germanique, roi de Bohême et de Hongrie (fin en 1576). Ferdinand II de Habsbourg devient archiduc du Tyrol et de Haute-Autriche (fin en 1595) ; Charles II de Habsbourg devient archiduc de Styrie, Carinthie et Carniole (fin en 1590)[22].
- 30 juillet : Sampiero Corso s'empare de Porto-Vecchio[23].
- Juillet : tremblement de terre à Pouzzoles[24].

- 2 août : Pie IV fonde la Sacrée Congrégation du Concile, (S. Congregatio Cardinalium Concilii Tridentini interpretum), pour veiller à une correcte interprétation et à l'observance pratique des normes définies par le concile de Trente[25].
- 7 août : Diète de Parczów. Le roi Sigismond II de Pologne fait adopter les décrets du concile de Trente. Il promulgue un édit chassant de Pologne tous les non-catholiques étrangers, en particulier les antitrinitaires (Sociniens). Les Jésuites, appelés par le cardinal Stanislaus Hosius, s'installent en Pologne[26]. Ils se donnent pour mission de combattre l'ignorance et relever le niveau intellectuel du clergé et des fidèles en créant des collèges et de mettre en œuvre les décisions du concile de Trente. Entre 1564 et 1654, ils fonderont 50 collèges dans les principales villes, qui formeront les futurs dirigeants, constituant à la Diète un parti catholique favorable aux Habsbourg et pour des mesures contraignante contre les protestants.
- 11-15 août : les Suédois prennent leur revanche sur les Danois et les Lübeckois lors de la seconde bataille navale d’Öland[16].

- 30 octobre : traité de Lausanne[27].

- 13 novembre : nouvelle profession de foi issue du concile de Trente publiée par la bulle du pape Pie IV Injunctum nobis qui impose désormais la Professio fidei tridentina (« profession de foi tridentine ») à tous les clercs, supérieurs d'ordre et professeurs d'université[28].
- 26 novembre : capitulation de Porto-Vecchio, assiégée par la flotte espagnole commandée par Stefano Doria, envoyée réprimer la révolte en Corse contre Gênes[23].

- 3 décembre : Ivan le Terrible quitte Moscou pour Aleksandrov, annonçant qu’il avait abdiqué. Il rentre à Moscou le 2 février 1565, en se faisant plébisciter par le peuple[29].

- Création du poste frontière d’Orel (frontière russo-polonaise)[30].
- Introduction du liberum veto en Pologne (nécessité de l’unanimité à la diète pour adopter une résolution)[31]. Ce droit est définitivement adopté en 1589.
- Fondation de la Congrégation de l'Oratoire par Philippe Néri à Rome[32].

## Naissances en 1564
- 1563 ou 5 janvier 1564 : Francesco Vanni, peintre et graveur italien († 26 octobre 1610).
- 15 janvier : André Duval, théologien catholique français († 9 septembre 1638).
- 16 janvier : Étienne Bauny, jésuite et théologien français († 3 décembre 1649).
- 6 février : Georges-Gustave de Palatinat-Veldenz, comte palatin de Palatinat-Veldenz († 3 juin 1634).
- 15 février : Galilée (Galiléo Galiléi), astronome, mathématicien et physicien italien († 8 janvier 1642).
- 26 février : Christopher Marlowe, dramaturge, poète et traducteur anglais († 30 mai 1594).
- 7 mars : Pierre Coton, prêtre jésuite français († 19 mars 1626).
- 9 mars : David Fabricius, théologien allemand († 7 mai 1617).
- 15 mars : Guillaume-Auguste de Brunswick-Harbourg, duc de Brunswick-Lunebourg-Harbourg († 30 mars 1642).
- 20 mars : Thomas Morton, prélat anglican († 20 septembre 1659).
- 3 avril : Thomas Crewe, homme politique anglais († 1er février 1634).
- 25 avril : William Shakespeare, poète et dramaturge anglais († 23 avril 1616).
- 27 avril : Henry Percy, 9e comte de Northumberland, humaniste et mécène des sciences et des arts anglais († 5 novembre 1632).
- 30 avril : Francis Hay, 9e comte d'Erroll, noble écossais († 16 juillet 1631).
- 27 mai :
  - Johann Adam von Bicken, Prince-Électeur et archevêque de Mayence († 11 janvier 1604).
  - Marguerite de Mantoue, aristocrate italienne († 6 janvier 1618).
- ? mai : John Holles, 1er comte de Clare, noble anglais († 4 octobre 1637).
- 3 juin : Jean d'Escorbiac, homme de lettres français († 19 janvier 1652).
- 11 juin : Joseph Heintz l'Ancien, peintre maniériste et architecte suisse († 15 octobre 1609).
- 12 juin : Jean-Casimir de Saxe-Cobourg, duc de Saxe-Weimar-Cobourg  († 16 juillet 1633).
- 6 juillet : Jeanne-Sibylle de Hanau-Lichtenberg, premier enfant de Philippe V de Hanau-Lichtenberg († 24 mars 1636).
- 2 août : Pieter Pauw, botaniste et médecin néerlandais († 1er août 1617).
- 12 août : Béka III Paul Jakéli, prince de Samtske († 1635).
- 16 août : Federico Borromeo, cardinal italien († 21 septembre 1631).
- 13 septembre : Vincenzo Giustiniani, marquis italien d'origine génoise, banquier, collectionneur d'art et intellectuel († 27 décembre 1637).
- 15 septembre : Jean Godard, poète français († 1630).
- 22 septembre : Teofilo Gallaccini, érudit, humaniste et théoricien de l'architecture italien († 27 avril 1641).
- 24 septembre : William Adams, navigateur anglais († 16 mai 1620).
- 28 septembre : Sibylle d'Anhalt, princesse d'Anhalt et duchesse de Wurtemberg († 26 octobre 1614).
- 30 septembre : Mizuno Katsushige, samouraï et daimyo de la fin de l'époque Sengoku et du début de l'époque d'Edo de l'histoire du Japon († 4 mai 1651).
- 4 octobre : John Gerard, prêtre jésuite anglais † 27 juillet 1637).
- 7 octobre : Mariano Valguarnera, humaniste et érudit italien († 28 août 1634).
- 15 octobre : Henri-Jules de Brunswick-Wolfenbüttel, duc de Brunswick-Lunebourg († 30 janvier 1613).
- 26 octobre : Hans Leo Hassler, compositeur et organiste allemand († 8 juin 1612).
- 3 novembre : Francisco Pacheco, peintre, théoricien de l'art et théologien espagnol († 27 novembre 1644).
- 22 novembre : Henry Brooke,  11e baron Cobham, pair anglais † 3 février 1618).
- 24 novembre : Joseph Gaultier de la Vallette, astronome français († 1er décembre 1647).
- 13 décembre : Claude d'Aumale, prince français de la maison de Guise († 3 janvier 1591).
- 25 décembre :
  - Abraham Bloemaert, peintre et graveur néerlandais († 27 janvier 1651).
  - Johannes Buxtorf, professeur d'hébreu à l'université de Bâle († 11 septembre 1629).
- 31 décembre : Ernest II de Brunswick-Lunebourg, duc de Brunswick-Lunebourg et prince de Lunebourg († 2 mars 1611).
- Date précise inconnue :
  - Abdallah Abou Faris, septième sultan de la dynastie saadienne († 1608).
  - Hafiz Ahmed Pacha, homme d'État ottoman († 10 février 1632).
  - Joachim Burmeister, humaniste, compositeur et théoricien de la musique allemand († 5 mai 1629).
  - Girolamo Carafa, général italien († 1633).
  - Louis Chaduc, antiquaire et collectionneur français († 19 septembre 1638).
  - Virgile Cépari, prêtre jésuite italien († 14 mars 1631).
  - Daniel Chamier, pasteur français, professeur de théologie, d'hébreu, de latin et de grec à l'université de Montauban, député du Dauphiné (ou en 1565, † 17 octobre 1621).
  - Scipione Cobelluzzi, cardinal italien († 29 juin 1626).
  - Edward Conway, 1er vicomte Conway, soldat et homme d'État anglais † 3 janvier 1631).
  - John Danyel, compositeur, luthiste et gambiste anglais des débuts de la période baroque († 1626).
  - Guillaume du Mont, jésuite des Pays-Bas espagnols († 25 mars 1658).
  - Charles Duret de Chevry, financier français († 18 septembre 1636).
  - Ólafur Egilsson, pasteur luthérien islandais († 1er mars 1639).
  - Jean d'Espagnet, magistrat et alchimiste français († 1637).
  - Bartolomé González y Serrano, peintre baroque espagnol († 1627).
  - Charles Goyon de Matignon, militaire et homme politique français († 2 juin 1648).
  - Matthaeus Greuter, peintre et graveur allemand († 22 août 1638).
  - Richard Lovelace, 1er baron Lovelace, homme politique anglais † 22 avril 1634).
  - Georg Mayr, prêtre jésuite, érudit hébraïsant et helléniste allemand († 25 avril 1623).
  - Joos de Momper, peintre flamand de paysages († 5 février 1635).
  - Jacob Cornelius van Neck, explorateur néerlandais († 15 mars 1638).
  - John Owen, poète d'origine galloise († 1622).
  - Pedro Páez, prêtre jésuite espagnol, missionnaire en Éthiopie et écrivain  († 20 mai 1622).
  - Crispin de Passe l'Ancien, dessinateur, graveur, illustrateur, imprimeur et éditeur néerlandais († 6 mars 1637).
  - Eustache de Refuge, diplomate, homme d'État et écrivain français († 13 septembre 1617).
  - Hans Rottenhammer, peintre allemand († 14 août 1625).
  - Alonso de Salazar y Frías, prêtre et inquisiteur espagnol († 9 janvier 1636).
  - Agostino Salombrini, frère jésuite et pharmacien italien († 3 août 1642).
  - Seki Kazumasa, daimyo de la fin de l'époque Azuchi Momoyama et du début de l'époque d'Edo, vassal des clans Oda et Toyotomi († 19 novembre 1625).
  - Edmund Sheffield, 1er comte de Mulgrave, pair et député anglais  († 1646).
  - Shō Nei, souverain du royaume de Ryūkyū († 1620).
  - Giulio Cesare Stella, poète et humaniste italien († 1624).
  - Nathanael Tarporley, mathématicien et astronome anglais († 1632).
  - Erminio Valenti,  cardinal italien († 22 août 1608).
  - Rodrigo de Vivero y Aberrucia, explorateur espagnol († 1636).
  - Konstanty Wiśniowiecki, voïvode de Belz, de Ruthenie, staroste de Czerkasy et Kamieniec († 25 mai 1641).
  - Zeng Jing, peintre chinois († 1647).
  - Francesco Zirano, prêtre franciscain conventuel sarde († 25 janvier 1603).
- Vers 1564 :
  - Henry Chettle, dramaturge et romancier anglais († vers 1607).
  - Paul Miki, séminariste jésuite japonais († 5 février 1597).
  - Garret Moore, 1er vicomte Moore, homme politique et pair anglo-irlandais († 9 novembre 1627).
- 1564 ou 1565 :
- Pieter Brueghel le Jeune, peintre brabançon († 10 octobre 1636).

## Décès en 1564
- 4 janvier : Hosokawa Ujitsuna, commandant militaire japonais et vice shogun du clan Hosokawa (° 1514).
- 27 janvier : Jean IV de Brosse, comte de Penthièvre, duc d'Étampes, de Chevreuse et Gouverneur de Bretagne (° 1505).

- 1er février : Andreas Hyperius, théologien protestant des Pays-Bas méridionaux († 16 mai 1511).
- 18 février : Michel-Ange (Michelangelo Buonarroti), sculpteur, peintre, architecte et poète italien (° 6 mars 1475).
- 19 février : Guillaume Morel, imprimeur et érudit français (° 1505).
- 22 février : Johann Glandorp, théologien allemand (° 1er août 1501).

- 25 avril : Jean d'Avançon, surintendant des finances sous Henri II en France (° 1511).
- ? avril : Pierre Belon, naturaliste français (° 1517).

- 2 mai : Rodolfo Pio, cardinal italien (° 22 février 1500).
- 15 mai : Matthäus Judex, théologien et réformateur religieux allemand (° 22 septembre 1528).
- 27 mai : Jean Calvin, réformateur religieux et humaniste français[17] (° 10 juillet 1509).

- 17 juin : Atagi Fuyuyasu, samouraï de la période Sengoku de l'histoire du Japon (° 1528).
- 24 juin : Dourgavati, reine gond issue de la famille impériale rajput des Chandel (° 5 octobre 1524).

- 25 juillet : Ferdinand Ier du Saint-Empire, archiduc d'Autriche, roi de Hongrie, roi des Romains et empereur romain germanique (° 10 mars 1503).
- 31 juillet : Luis de Velasco, second vice-roi de Nouvelle-Espagne pendant la colonisation espagnole de l'Amérique (° 1511).

- 10 août : Miyoshi Nagayoshi, samouraï et daimyo chef du clan Miyoshi à l'époque Sengoku (° 10 mars 1522).
- 11 août : Nagao Masakage, chef du clan Nagao d'Ueda après la période Sengoku du Japon (° 1526).
- 29 août : Lodovico Domenichi, auteur italien de nombreux plagiats (° 1515).

- 17 septembre : Naitō Kiyonaga, samouraï de la période Sengoku (° 1501).
- 26 septembre : Theodor Bibliander, théologien réformé, bibliste, philologue, humaniste et orientaliste suisse (° 1504).

- 6 octobre : Guido Ascanio Sforza di Santa Fiora, cardinal italien (° 26 novembre 1518).
- 15 octobre : André Vésale, anatomiste belge, inventeur des planches anatomiques, médecin de Philippe II d'Espagne, auteur De humani corpori fabrica.

- Date précise inconnue :
  - Aartgens, peintre et graveur hollandais (° 1498).
  - Jacques de Clèves, fils de François Ier de Clèves (° 1er octobre 1544).
  - Maurice Scève, érudit et poète français à Lyon (° vers 1501).
  - Jean d'Udine, peintre et stucateur italien (° 1487).
  - Bernardino Ochino, capucin réformateur siennois en Moravie (° 1487).

- Vers 1564 :
- Jacques Goupil, médecin et philologue français (° vers 1525).